# Centro Comercial de Montenegro
El Centro Comercial de Montenegro es un centro comercial ubicado en Podgorica, la capital del país europeo de Montenegro. El complejo, que cuenta con una superficie total de 58.000 m², contiene un mercado cubierto, conocido como Bazar Verde, un hotel Ramada, y el propio centro comercial. Todo esto fue construido sobre el antiguo mercado abierto por una asociación público-privada entre el gobierno del Municipio de Podgorica y la empresa turca de Gintas. 
Está situado en la calle Bratstva i Jedinstva, que es además la principal vía norte/sur de Podgorica y pertenece a las rutas europeas E65 y E80. 
Además del Bazar Verde, la principal tienda ancla del complejo es un supermercado Mercator. Otras tiendas prominentes son Levi Strauss & Co., Sergio Tacchini, Office Shoes e Intersport. El centro comercial también contiene una bolera, cafés, una zona de comida rápida, un parque infantil y un parque de entretenimiento. Cuenta además con un parking subterráneo para todo el complejo.
Se trata del centro comercial más grande en área de su ciudad, pero ha sufrido constantes problemas desde su apertura por sus abundantes espacios vacantes, dado que el mercado local está ya saturado por el centro comercial Delta City, que goza de una mayor presencia de marcas internacionales.